# Ořechov, Brno-venkov
Ořechov là một làng thuộc huyện Brno-venkov, vùng Jihomoravský, Cộng hòa Séc.